# Sosticus dherikanalensis
Sosticus dherikanalensis är en spindelart som beskrevs av Gajbe 1979. Sosticus dherikanalensis ingår i släktet Sosticus och familjen plattbuksspindlar. Inga underarter finns listade i Catalogue of Life.